# فربيون حبشي
فربيون حبشي (الاسم العلمي: Euphorbia abyssinica) هو نوع من النباتات يتبع جنس الفربيون من الفصيلة الفربيونية.